# Josef Ladislav Píč
Josef Ladislav Píč, češki arheolog, paleontolog in pedagog, * 19. januar 1847, Mšeno, † 19. december 1911, Praga.
Pič velja za enega od utemeljiteljev sodobne češke argeologije. Leta 1883 je postal docent na Karlovi univerzi v Pragi, kjer je tudi študiral.